# Vulcanal
Vulcanal (em italiano:  Volcanale) ou Santuário de Vulcano era um antigo edifício sagrado do século VIII a.C. que ficava no local onde hoje está o Fórum Romano. Dedicado a Vulcano, o deus romano do fogo, tradicionalmente acredita-se que marcava o local onde as figuras lendárias de Rômulo e Tácio firmaram o tratado de paz entre as tribos dos latinos — do monte Palatino — e dos sabinos — do Quirinal e do Esquilino, um evento que marcou a fundação do estado romano.

## Descrição
O Vulcanal original era um altar ao ar-livre na encosta do monte Capitolino, numa área que depois seria ocupada pelo Comício e o Fórum Romano, entre as duas tribos dos montes e num local isolado, pois acreditava-se que Vulcano era um deus muito destrutivo para ficar perto de qualquer edifício ocupado. No local havia uma árvore de lótus e um cipreste, por muito tempo venerado como sendo mais antigo do que a própria cidade de Roma. De acordo com as fontes, o local também ostentava uma escultura de uma quadriga que celebrava a vitória de Rômulo sobre os ceninenses (habitantes de Cenina) que teria sido dedicada pelo próprio Rômulo. Posteriormente, ela foi substituída pela estátua do rei, inscrita com letras gregas celebrando seus feitos. Outros monumentos erigidos neste período arcaico incluem uma estátua de Horácio Cocles e uma outra de um ator que havia sido atingido por um raio durante os jogos no Circo Máximo. Atrás das fundações escavadas do altar de Vulcano estão restos de um lance de escada, esculpido no tufo do Capitolino, que levava a um vestíbulo do Templo da Concórdia, muito próximo a noroeste.

## História
Além de suas funções como santuário religioso, o Vulcanal tornou-se um local de reunião durante a Monarquia Romana antes do Comício e da "Antiga Rostra" (Rostra Vetera). De acordo com uma tradição muito antiga, o Vulcanal servia como plataforma para os oradores nesta época, uma função que seria assumida muito tempo depois pela vizinha Rostra. O local arcaico vinha sendo reverencialmente preservado até que, em 9 d.C., o imperador Augusto reformou-o com um novo altar de mármore (descoberto em 1548 e atualmente no Museu de Nápoles). O imperador Domiciano (r. 81–96) fez o mesmo, presenteando o santuário com um novo altar revestido de mármore e sacrificando um bezerro vermelho e um javali no local. Posteriormente, a área do Vulcanal foi bastante reduzida e parcialmente destruída durante as obras de ampliação do Templo da Concórdia, a construção do Arco de Sétimo Severo, vizinho, e outras obras.

## Localização
A localização exata do Vulcanal no que é hoje a porção oeste do Fórum Romano é um tema ainda não pacificado completamente. Dois locais atualmente são considerados como possíveis.
Giacomo Boni, que escavou extensivamente na área entre 1899 e 1905, definiu um local a cerca de 40 metros para o sudoeste da Lápis Níger como sendo o Vulcanal, logo atrás do Umbilicus Urbi e da Rostra "nova" (Rostra Augusti). Boni recuperou um pequeno santuário no local, escavado diretamente da rocha e encontrou blocos de tufo demarcando a área sagrada (identificada nas fontes como sendo a Area Volcani). Este local tem aproximadamente 4 x 2,75 metros, mas acredita-se que o Vulcanal original fosse um pouco maior. Esta identificação de Boni permaneceu virtualmente consensual por aproximadamente oitenta anos.
Em 1983, porém, Filippo Coarelli associou o Vulcanal com o local, também descoberto por Boni décadas antes, que, no período imperial ficou conhecido como "Lápis Níger". Este local sagrado arcaico (século VIII a.C.) pode ter sido mais ou menos contemporâneo com o Vulcanal. Um altar (conhecido como "Altar G-H" entre os arqueólogos) também foi encontrado no local e Coarelli sugere que o Vulcanal pode não ter sido apenas associado a ele, mas pode ser ele próprio. Ele afirma que o altar identificado por Boni era, na verdade, o Altar de Saturno ("Ara Saturni"). Esta hipótese foi recebida de forma ambígua. Apesar de diversas autoridades acreditarem que ele está correto, outros especialistas continuam a insistir que o local identificado por Boni é o correto. Richardson, por exemplo, em sua obra autoritativa "A New Topographical Dictionary of Ancient Rome", publicada quase dez anos depois da obra de Coarelli, diz o seguinte:
| “ | O Vulcanal era claramente mais alto que o Fórum...e o Comício ...Reis e magistrados realizavam negócios públicos lá...assembleias públicas eram regularmente realizadas ali... Era também grande o suficiente para incluir uma edícula de bronze... Tudo isto levado em consideração indica que, originalmente, o Vulcanal cobria a encosta inferior do Capitolino junto com a escada que estendia a linha da Via Sacra morro acima, uma área depois coberta pelo Templo da Concórdia | ” |

## Plano do local
| Planimetria do Comício (antes de César) |
| --- |
| Cúria Júlia Templo da Concórdia Altar de Saturno Umbilicus Urbis Senáculo Rostra Antiga Lápis Níger Basílica Pórcia Basílica Opímia Cúria Hostília Cárcere Grecóstase Coluna Mênia Área Volcanal |
| Em pontilhado, o traçado do Comício arcaico. Em cinza, a silhueta da Cúria Júlia, como indicativo de posição.                                                                                    |